# 1877 a labdarúgásban
Ez a szócikk 1877 labdarúgással kapcsolatos eseményeit mutatja be.

## Események
- március 3. – Anglia-Skócia 1–3.
- március 5. – Skócia-Wales 0–2.
- március 17. – A skót kupa döntőjében Vale of Leven-Rangers 1–1. Újrajátszás.
- március 24. – Az FA-kupa döntőjében Wanderers-Oxford 2–1.
- április 7. – A skót kupa döntőjének újrajátszott meccsén ismét 1–1 a végeredmény.
- április 14. –A skót kupa harmadszorra lejátszott döntőjén Vale of Leven-Rangers 3–2.

## 1877-ben alapított labdarúgóklubok
- Blackpool FC
- Buxton FC
- Clitheroe FC
- Crewe Alexandra FC
- Clyde FC
- Egham Town FC
- St. Mirren FC
- Wolverhampton Wanderers FC

## Születések
- május 13. – Robert Hamilton, skót labdarúgó
- július 12. – William Balmer, angol labdarúgó
- november 22. – Joan Gamper, svájci üzletember, az FC Barcelona későbbi elnöke
- december 7. – Walter Abbott, angol labdarúgó